# Bahnhof Elsterwerda

Der Bahnhof Elsterwerda ist ein Bahnhof in der brandenburgischen Stadt Elsterwerda. Bekannt wurde der Bahnhof 1997 durch das Zugunglück von Elsterwerda, als auf dem Bahnhofsgelände ein Güterzug mit 22 benzingefüllten Kesselwagen entgleiste und explodierte.

## Infrastruktur
Der Bahnhof besitzt nach dem Umbau, der im Juli 2015 abgeschlossen wurde, drei Bahnsteigkanten:
- einen Hausbahnsteig: 292 m Länge, 55 cm Höhe,
- einen Inselbahnsteig: 320 m Länge, 55 cm Höhe.

Eine Unterführung verbindet den Inselbahnsteig mit dem Hausbahnsteig.

## Geschichte

### Historische Entwicklung des Bahnhofs
Der Elsterwerdaer Maurermeister und spätere Ehrenbürger Friedrich Jage errichtete das damals dreistöckige Bahnhofsgebäude nach Vorgaben der Berlin-Dresdener Eisenbahn-Gesellschaft in amerikanischer Holzbauweise. Der Bahnhof wurde am 17. Juni 1875 mit der Eröffnung der Bahnstrecke Berlin–Dresden ohne eine öffentliche Feier in Betrieb genommen. Ein Herr Bruttloff wurde der erste Bahnmeister der Station. Bereits am 10. und 17. Juli fuhren Sonderzüge zur Industrieausstellung von Berlin nach Dresden. Die 22 Kilometer lange Bahnstrecke Riesa–Elsterwerda wurde am 15. Oktober des gleichen Jahres eröffnet.
In den folgenden Jahren entwickelte sich die Eisenbahn zu einem der stärksten Wirtschaftsunternehmen der Stadt und auf Grund der günstigen Bahnverbindungen siedelten sich mehrere industrielle Betriebe in Elsterwerda und Biehla an, was auch an der Bevölkerungsentwicklung zu spüren war. Die Einwohnerzahl stieg von 1739 im Jahr 1871 auf 2537 Einwohner 1895 an und bereits 1910 waren es 4224.

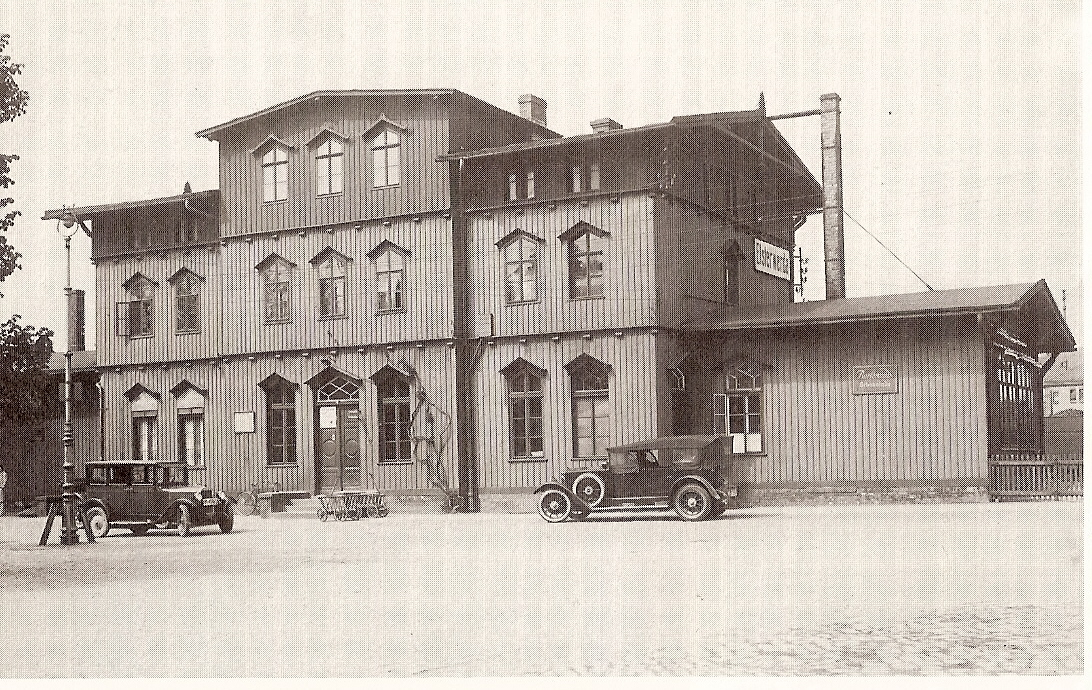
Das Bahnhofsgebäude 1923

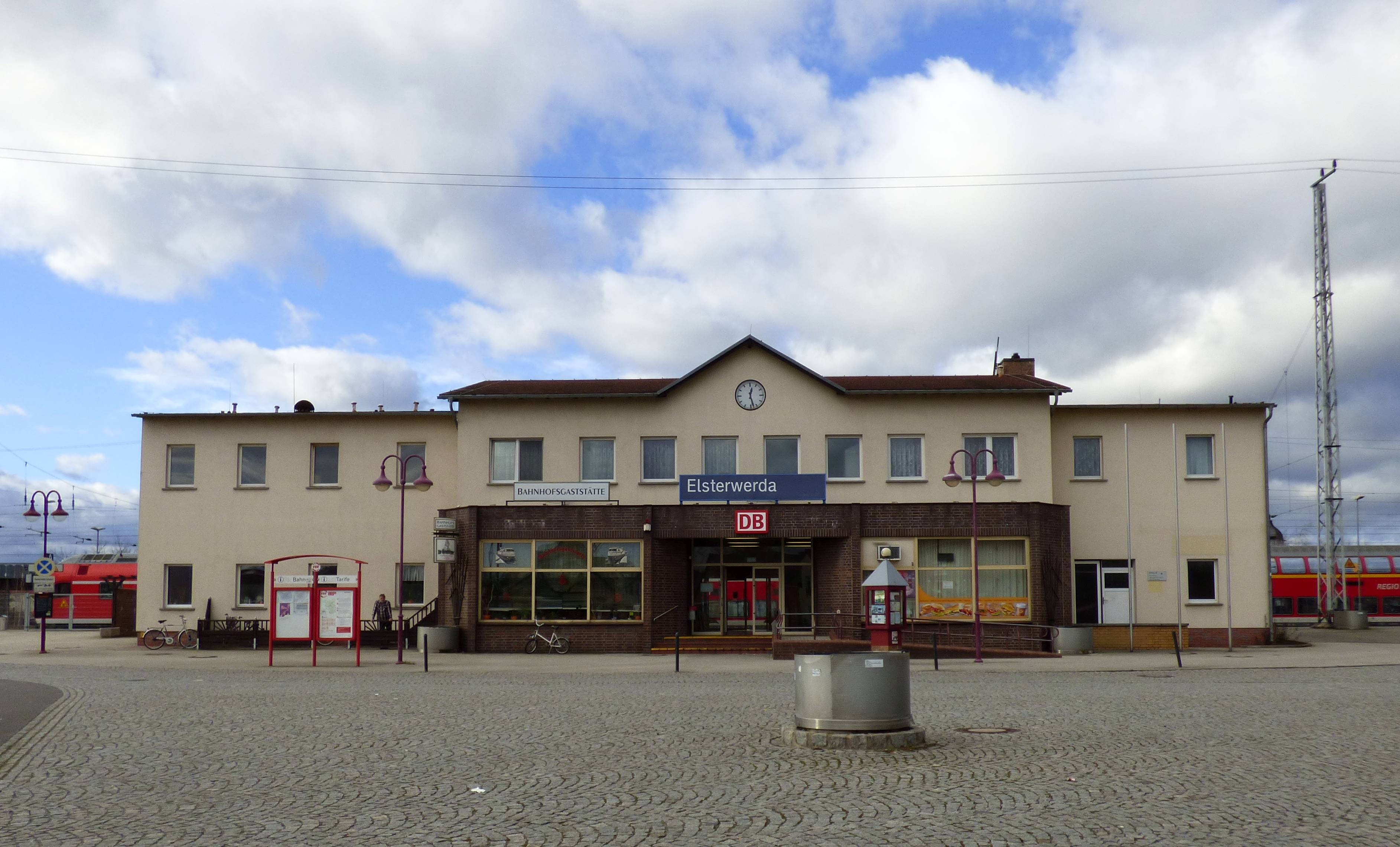
Das Empfangsgebäude 2018

Am 27. August 1888 machte ein Sonderzug mit Kaiser Wilhelm II. für etwa zehn Minuten auf dem Bahnhof Halt.
Überlegungen zum Bau einer Eisenbahnstrecke von Elsterwerda nach Kamenz gab es im März 1894, welche aber wie so viele Bahnbauprojekte in der damaligen Zeit nie verwirklicht wurden.
Die Arbeit auf dem Bahnhof teilten sich preußische und sächsische Beamte, da er Grenzbahnhof zwischen Preußen und Sachsen war. Laut einem Personalverzeichnis vom 21. November 1912 waren in der Güterabfertigung des Bahnhofs 129 preußische, sowie 24 sächsische Eisenbahner beschäftigt. Der Volksmund erzählte später, dass sich bei Streitigkeiten preußische und sächsische Beamte mit Tintenfässern bewarfen.
1914 gab es Pläne zum Bau einer Eisenbahnlinie von Burxdorf über Elsterwerda nach Ortrand und man führte erste Gespräche über den Verkauf von Aktienanteilen. Nachdem man sich bis Ende der 1920er Jahre mit diesem Projekt befasste, scheiterte es schließlich.
Im April 1945 erfolgten erste Luftangriffe auf Elsterwerda durch die Alliierten und der Ort wurde von Tieffliegern angegriffen. Am 19. April 1945 wurden der Bahnhof und das Bahnhofsgelände bombardiert. Damals wurde ein im Bahnhof stehender Munitionszug getroffen, dessen Explosionen schwere Schäden auf dem Bahngelände, sowie im Stadtzentrum verursachten. Dabei wurde auch das obere Stockwerk des Bahnhofsgebäudes schwer beschädigt und später nicht mehr aufgebaut.
Nach dem Ende des Zweiten Weltkrieges begannen bald die Aufräum- und Reparaturarbeiten an den Eisenbahnanlagen und so konnte am 11. Mai 1945 der erste Zug von der Elbbrücke bei Niederwartha bei Dresden über Elsterwerda nach Berlin fahren. Bereits im Juli 1945 waren 210 Eisenbahner in Elsterwerda beschäftigt. Später waren in den Dienststellen des Bahnhofs Elsterwerda, zu welchem auch das Bahnbetriebswerk Elsterwerda und der Bahnhof Elsterwerda-Biehla gehörten, etwa 1000 Eisenbahner beschäftigt.
Am 5. Oktober 1970 kam es gegen 17:00 Uhr auf dem Bahnhof zu einem schweren Unfall, als der Schnellzug D 156 von Berlin Ostbahnhof kommend infolge einer falschen Weichenstellung seitens der diensthabenden Weichenwärterin mit 30 km/h Geschwindigkeit in ein Baugleis fuhr. Die den Zug ziehende Dampflok 01 2226 entgleiste daraufhin und fuhr in eine Baugrube. 24 Reisende wurden bei dem Unglück meist leicht verletzt und mussten zum Teil im Krankenhaus behandelt werden, weitere 28 Reisende meldeten diverse Prellungen.
Nach der Wende gab es am Standort Elsterwerda einschneidende Veränderungen, und er verlor an Bedeutung. Das Bahnbetriebswerk wurde geschlossen und der Einsatz der Lokomotiven erfolgte an anderen Standorten. Ähnlich erging es auch den hier ansässigen Meistereien. Entlassungen und Versetzungen der Beschäftigten waren die Folge. Von 1988 bis 1991 wurde das Bahnhofsgebäude einer grundlegenden Rekonstruktion unterzogen, wodurch es ein völlig anderes Aussehen bekam. Im März 1992 erfolgte die Übergabe des neuen Bahnhofs-Geländes.

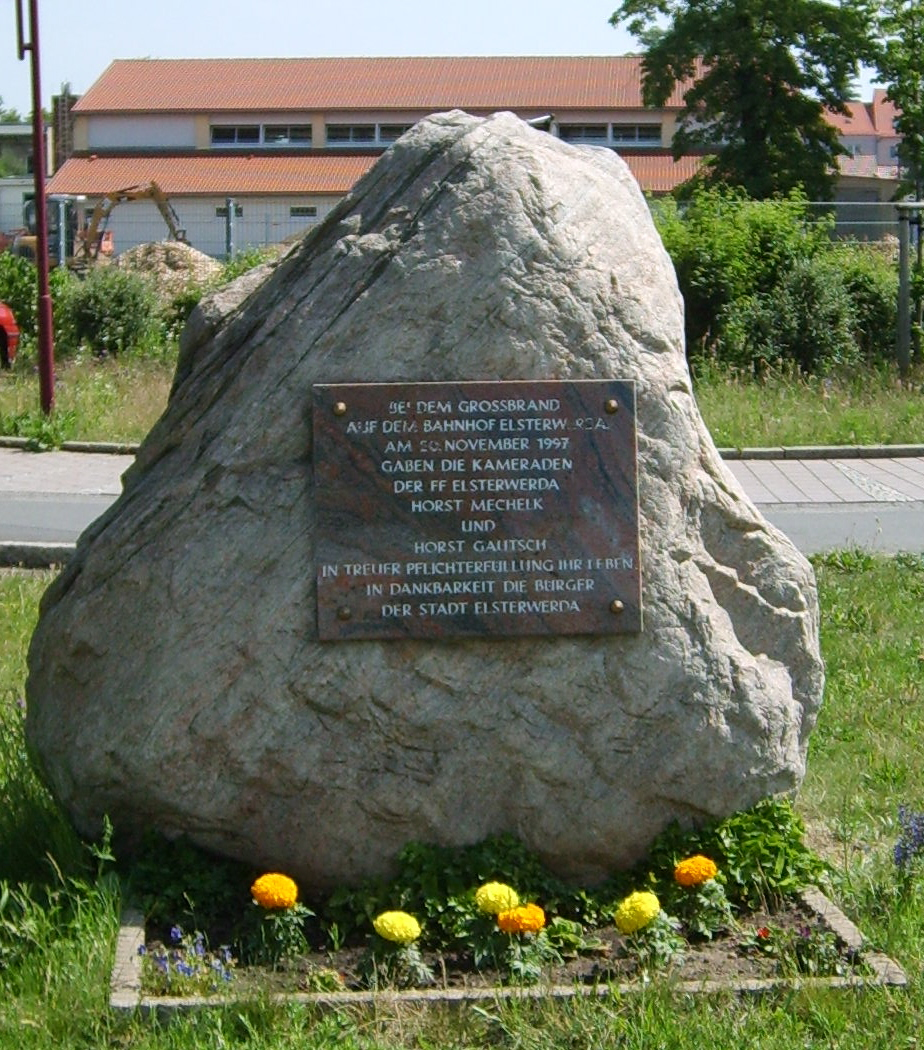
Gedenkstein am Elsterwerdaer Bahnhof

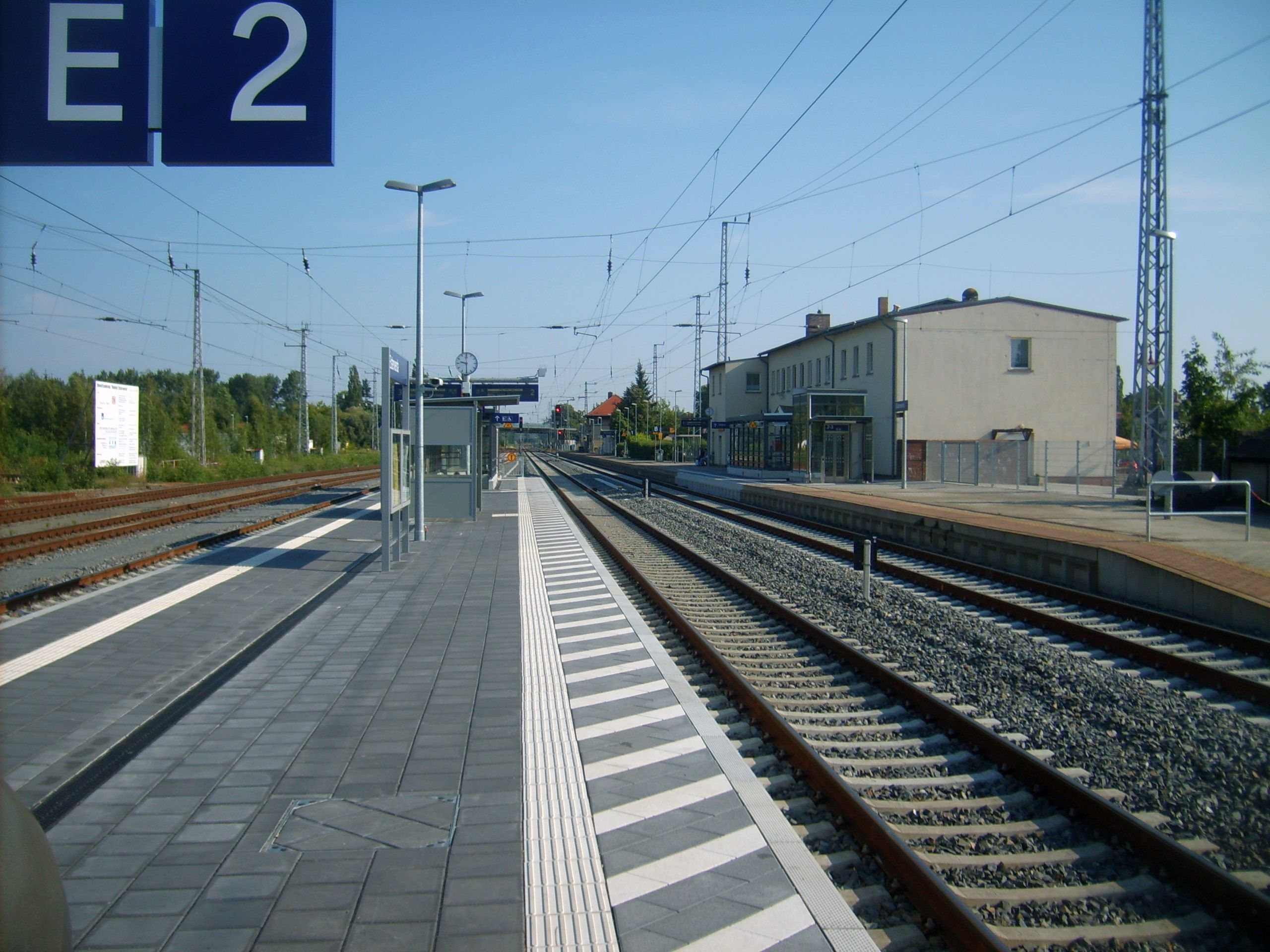
Der Bahnhof nach den 2015 erfolgten Umbauarbeiten

Schwere Folgen für das gesamte Bahnhofsgelände sowie das angrenzende Bahnbetriebswerk hatte am 20. November 1997 das Zugunglück von Elsterwerda, als ein Güterzug mit 22 benzingefüllten Kesselwagen an einer Weiche auf dem Gelände entgleiste. Die folgenden Explosionen zweier Waggons verursachten schwere Schäden am Bahnhofsgebäude und auf dem Gelände. Zwei Feuerwehrleute wurden bei den anschließenden Löscharbeiten tödlich verletzt, und mehrere andere mussten auf Grund ihrer Brandverletzungen in Krankenhäusern behandelt werden. Später wurde ihnen zu Ehren vor dem Gelände ein Gedenkstein aufgestellt.
Der schwer beschädigte Lokschuppen sowie ein ebenfalls bei den Explosionen schwer getroffenes Bahnhofsgebäude wurden später abgerissen und nicht wieder aufgebaut, das Bahnhofsgebäude saniert. Das bei der Katastrophe versickerte Benzin wird selbst nach zehn Jahren immer noch aus dem Erdreich des Geländes gefiltert.
Im Jahre 2004 wurde der Bahnhofsvorplatz komplett neu umgestaltet. Mehrere sich in diesem Bereich befindende Gebäude wurden dabei abgerissen und es entstanden Grünanlagen und Bahnsteige für den Busbahnhof. Am 5. August 2004 erfolgte dessen Einweihung.
Vom Bahnhof geht ein Anschlussgleis in das Industriegebiet Elsterwerda-West, dort gibt es auch ein Containerterminal.
Von Mitte 2014 bis Juli 2015 wurden im Bahnhofsbereich 3,6 km Gleis und sieben Weichen erneuert, eine barrierefreie Personenunterführung mit zwei Aufzügen und ein 320 m langer Mittelbahnsteig neu gebaut sowie weitere Gleise und Weichen zurückgebaut. Bis Juni 2015 wurden rund fünf Millionen Euro investiert.
Zwischen Juni 2014 und Juni 2016 wurde für den Bereich Elsterwerda und Hohenleipisch ein Elektronisches Stellwerk errichtet. Bis Ende 2016 soll auch der sechs Kilometer lange Streckenabschnitt erneuert werden.
Seit dem 10. Dezember 2017 ist Elsterwerda IC-Halt.

## Verkehrsanbindung
| Linie                    | Linienverlauf | Takt (min)   | EVU              |
| ------------------------ | --- | ------------ | ---------------- |
| RJ 257                   | Vindobona Graz Hbf – Wien Hbf – Brno hl.n. – Praha-Holešovice – Bad Schandau – Dresden Hbf – Elsterwerda – Doberlug-Kirchhain – Berlin Südkreuz – Berlin Hbf (– Berlin-Charlottenburg)                                             | 1 Zugpaar    | ÖBB              |
| IC 17                    | (Chemnitz – Freiberg (Sachs) –) Dresden Hbf – Dresden-Neustadt – Elsterwerda – Doberlug-Kirchhain – Flughafen BER – Berlin Südkreuz – Berlin Hbf – Berlin Gesundbrunnen – Oranienburg – Neustrelitz Hbf – Rostock Hbf – Warnemünde | 120          | DB Fernverkehr   |
| RE 8                     | Elsterwerda – Doberlug-Kirchhain – Luckau-Uckro – Wünsdorf-Waldstadt – Berlin Südkreuz – Berlin Hbf | 120          | ODEG             |
| RE 13                    | Elsterwerda – Elsterwerda-Biehla – Ruhland – Senftenberg – Cottbus | 120 (Mo–Fr)  | DB Regio Nordost |
| RB 31                    | Elsterwerda-Biehla – Elsterwerda – Großenhain Cottb Bf – Coswig (b Dresden) – Cossebaude – Dresden-Friedrichstadt – Dresden Hbf | 120          | DB Regio Nordost |
| RB 45                    | Elsterwerda – Tiefenau – Riesa – Döbeln Hbf – Waldheim – Mittweida – Chemnitz | 120 (tw. 60) | MRB              |
| Stand: 15. Dezember 2024 | |              |                  |

Seit Mitte Juni 2020 wird der Bahnhof vom internationalen Fernzug „Vindobona“ bedient, welcher zwischen Berlin und Graz verkehrt.